# Fruzsina
A Fruzsina női név a görög eredetű Eufrozina név magyarosított formája.

## Rokon nevek
- Ruzsinka:[1] a Fruzsina magyar becézője.[3]

## Gyakorisága
Az 1990-es években a Fruzsina gyakori, a Ruzsinka szórványos név volt, a 2000-es években a Fruzsina a 29–49. leggyakoribb női név, a Ruzsinka nem szerepel az első százban.

## Névnap
Fruzsina, Ruzsinka
- január 1.[2]
- szeptember 25.

## Híres Fruzsinák, Ruzsinkák
„Fruzsina” utónevű személyek szócikkeinek listája a Wikidata alapján